# Cortez Editora
A Editora Cortez é uma editora brasileira, sediada em São Paulo e originada da Editora Cortez & Moraes, que havia sido fundada em 1968 (sob o nome de "Livraria Cortez e Moraes") por José Xavier Cortez, Virgílio da Silva Fagá e Orozimbo José de Moraes.

## Histórico
José Xavier Cortez cursava Economia na PUC-SP (Pontifícia Universidade Católica de São Paulo) e abriu em sociedade com Orozimbo José de Moraes, em 1968, a livraria Cortez & Moraes nas dependências da universidade. Posteriormente, a loja foi transferida para a Rua Kurt Nimuendaju, nas imediações da universidade, localizada no bairro de Perdizes.
Em janeiro de 1980, após desfazer a sociedade, passou a se chamar Cortez Editora. Com o fim da sociedade, Orozimbo José de Moraes e Virgílio da Silva Fagá formaram a Editora Moraes, atual Centauro Editora
Em 1998 , a Cortez Editora transferiu-se para o espaço atual, na Rua Bartira, esquina com a Monte Alegre. No prédio de três andares estão instaladas a livraria e a editora, que se tornou referência na formação e especialização de professores e discentes nas áreas de Ciências Humanas e Sociais, e atualmente possui em seu catálogo aproximadamente 1.000 títulos.
Em 2004, a editora começa a editar títulos de literatura infanto-juvenil.